# بلوبین
بَلوبین، روستایی از توابع بخش حلب شهرستان ایجرود در استان زنجان ایران است.

## جمعیت
این روستا در دهستان ایجرود پایین قرار دارد و براساس سرشماری مرکز آمار ایران در سال ۱۳۸۵، جمعیت آن ۶۶ نفر (۲۳خانوار) بوده‌است، که با توجه به زمان اخذ آمار در زمان کوچ فصلی اهالی به شهر، این آمار قابل استناد نمی‌باشد.

## زبان
در روستای بلوبین زبانی که اصطلاحاً «بویین دیلی» نامیده می‌شود رواج داشته، گفته می‌شود این زبان ترکیبی از زبانهای   سیستانی ، زابلی ، عربی، کردی ، روسی ، ترکی و مغولی بوده‌است. در حال حاضر اهالی با دو زبان ترکی
به‌صورت غالب و فارسی سخن می‌گویند.